# Pacific Music Festival
Das Pacific Music Festival (PMF) ist ein 1990 gegründetes und seitdem jährlich von Juli bis August in Sapporo (Japan) stattfindendes musikpädagogisches Festival.

## Geschichte
Die ursprüngliche Idee eines Festivals ging auf den chinesischstämmigen New Yorker Musikprofessor Chou Wen-chung zurück, der 1978 bei Leonard Bernstein anfragte, ob dieser zukünftig nicht an einem solchen teilnehmen wolle. Ursprünglich terminlich unabkömmlich, sah Bernstein für den Sommer 1990 eine Tournee mit dem London Symphony Orchestra (LSO) vor. Ab 1987 begannen die Veranstaltungsplanungen für Peking, Shanghai und weitere Städte durch das durch Chou ins Leben gerufene Center for United States-China Arts Exchange (Center) an der Columbia University. Neben Bernstein und Chou war auch das Ministerium für Kultur der Volksrepublik China involviert. Für das Festival sollte ein gesamtchinesisches Jugendorchester aufgestellt werden.
Im Zuge des Tian’anmen-Massakers am 4. Juni 1989 in Peking beschlossen Bernstein, sein Management, das LSO, Sponsoren und das Center sowie andere Parteien das Festival auf die japanische Insel Sapporo zu verlegen. Die Veranstaltung erhielt den Namen Pacific Music Festival und das Konzept wurde grundlegend überarbeitet. So war nun nicht mehr ein chinesisches, sondern ein pazifisches Jugendorchester (aus der ganzen Region) vorgesehen. Chou nutzte seine Kontakte und ein Netzwerk aus Konservatorien, Jugendorchestern usw. wurde konsultiert. Außerdem integrierten die Veranstalter das Pacific Composers Conference  in das Festival.

## PMF Academy
In der PMF Academy werden Orchestermusiker (im Alter von 18 bis 29 Jahren) aus der ganzen Welt weitergebildet. Die Pädagogen kommen aus internationalen Spitzenorchestern.

## Künstlerische Direktoren und Chefdirigenten
- Leonard Bernstein (1990)
- Michael Tilson Thomas (1990–2000, 2009)
- Christoph Eschenbach (1991, 1993–1998, 2009, 2019)
- Charles Dutoit (2000–2002)
- Fabio Luisi (2004, 2008, 2010–2012)
- Valery Gergiev (2004, 2006, 2015–2019)
- Bernard Haitink (2003)
- Nello Santi (2005)
- Riccardo Muti (2007)
- Jun Märkl (2013, 2015, 2017)
- Marin Alsop (1990, 2019)
- Lahav Shani (2022)
- Manfred Honeck (2024)